# Revista Peninsular
La Revista Peninsular fue una publicación periódica editada en Lisboa entre 1855 y 1856.

## Historia
Apareció publicada en la ciudad portuguesa de Lisboa, durante los años 1855 y 1856. De vocación iberista, en el sentido de pretender acercar España y Portugal y fortalecer los vínculos entre ambos países, en su fundación intervinieron Latino Coelho, Carlos José Caldeira y António Pedro Lopes de Mendonça, apareciendo en sus páginas las firmas de autores como Raimundo António de Bulhão Pato, Sinibaldo de Mas, Sixto Cámara, Juan Valera, Francisco Martínez de la Rosa, José Ferrer de Couto, José de Aldama, Vicente Barrantes, Carlos Rubio, Zarco del Valle, Agustín Santayana, Ubaldo Pasarón y Lastra o Salvador Costanzo, entre otros.